# 20963 Pisarenko
20963 Pisarenko este un asteroid din centura principală de asteroizi.

## Descriere
20963 Pisarenko este un asteroid din centura principală de asteroizi. A fost descoperit pe 19 august 1977 la Observatorul de Astrofizică din Crimeea de Nikolai Cernîh. Asteroidul prezintă o orbită caracterizată de o semiaxă mare de 2,62 ua, o excentricitate de 0,18 și o înclinație de 12,9° în raport cu ecliptica.